# 자란초등학교
자란초등학교는 대한민국 경기도 평택시에 있는 공립 초등학교이다.

## 연혁
- 2013.02.22. 개교 관련 학부모설명회
- 2013.03.01. 자란초등학교 개교
- 2013.03.01. 초대 박기춘 교장 취임
- 2013.03.04. 시업식(13(1)학급)
- 2013.03.04. 1학년 입학식
- 2013.03.08. 유치원 입학식(1학급)
- 2013.03.11. 4학년 1학급 증설(총 14(1)학급)
- 2013.05.01. 개교기념식
- 2013.11.15. 자란가족축제 개최
- 2014.02.14. 제1회 자란초등학교 졸업(50명)
- 2014.03.03. 시업식, 입학식 20학급, 특수 1학급
- 2014.03.05. 유치원 입학식(1학급)
- 2015.02.13. 제2회 자란초등학교 졸업(92명)
- 2015.03.01. 30학급(787명) 편성(특수 1학급 포함)
- 2015.03.05. 33학급(872명) 편성(특수 1학급 포함)
- 2015.05.15. 유네스코 협동학교로 선정

== 학교 동문